# Tjøllings kommun
Tjøllings kommun (norska: Tjølling kommune) var en kommun i Vestfold fylke i sydöstra Norge. Kommunen omfattade den sydöstra delen av nuvarande Larviks kommun (ett område öster om staden Larvik). Orten Tjøllingvollen utgjorde kommunens centralort.

## Administrativ historik
Tjøllings kommun upprättades den 1 januari 1838 (som Tjølling formannskapsdistrikt) när Formannskapslovene från 1837 trädde i kraft.
Den 1 januari 1891 överfördes ett mindre bebott område (med 11 invånare) från Tjøllings kommun till Hedrums kommun.
Den 1 januari 1988 gick Tjøllings kommun upp i Larviks kommun. Kommunens hade då 7 878 invånare.

## Kommunvapen
Blasonering: På blå bunn to sølv langskip.
(I blått fält två långskepp av silver.)
Kommunvapnet godkändes genom kunglig resolution den 7 maj 1971. De båda långskeppen är ritade med djurhuvuden så att de ska uppfattas som vikingatidens långskepp. Motivet symboliserar hamnen och handelsplatsen vid Kaupang (platsen för den forntida staden Skiringssal) som var ett viktigt ekonomiskt centrum i området under vikingatiden.

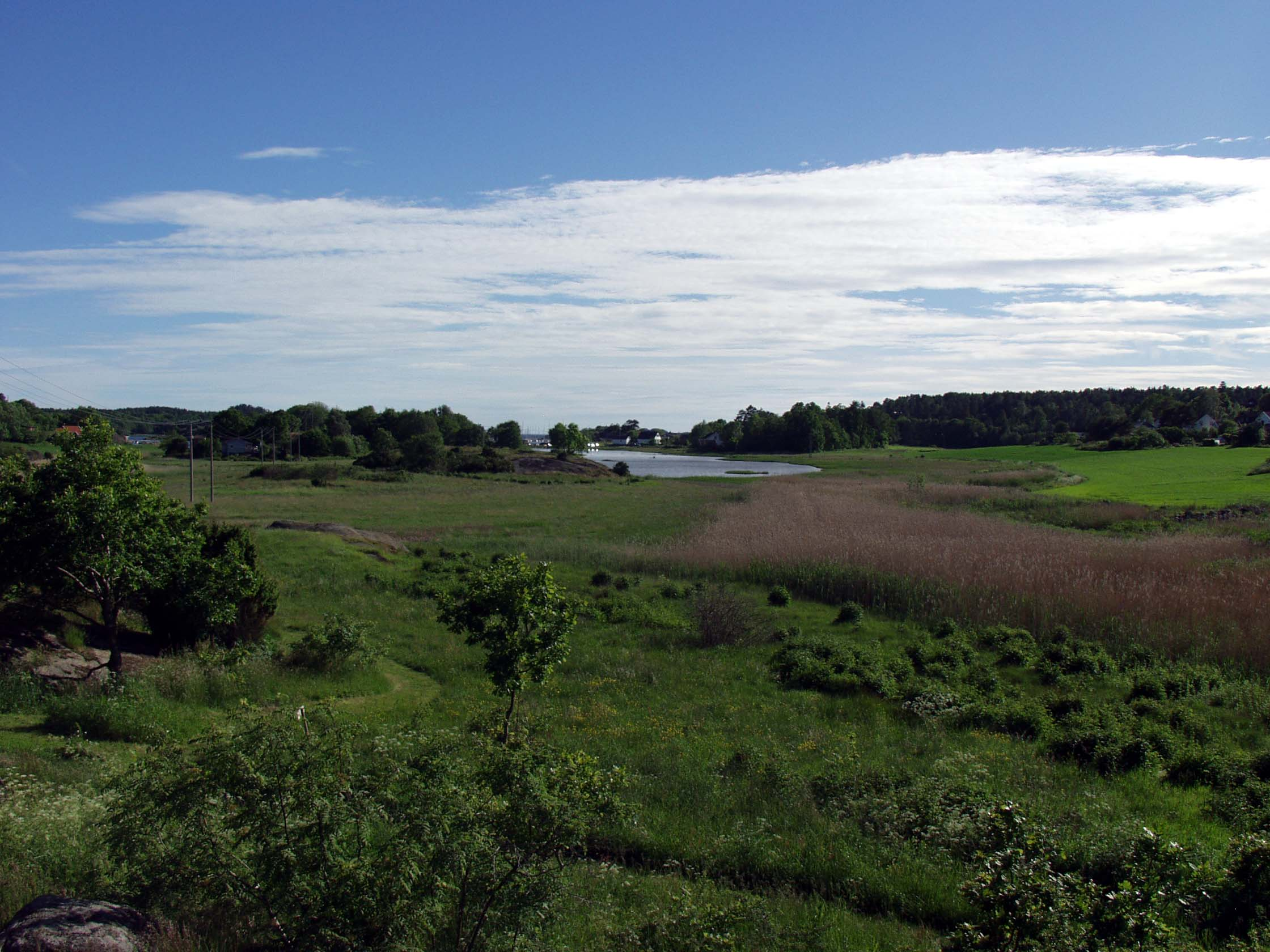
Vid Kaupang låg staden Skiringssal som var ett viktigt ekonomiskt centrum under vikingatiden, något som långskeppen i kommunvapnet ska symbolisera.